# یواس‌اس ایونیتا (اس‌پی-۳۸۸)
یواس‌اس ایونیتا (اس‌پی-۳۸۸) (به انگلیسی: USS Ionita (SP-388)) یک کشتی بود که طول آن 55’ بود. این کشتی در سال ۱۹۱۴ ساخته شد.